# Фиалка крийская
Фиалка крийская (лат. Vīola cryāna) — вымерший вид травянистых растений рода фиалка (Viola) семейства фиалковые (Violaceae).
По данным The Plant List на 2013 год Viola cryana Royer ex Gillot является синонимом действительного названия Viola hispida Lam.

## Ботаническое описание
Многолетнее травянистое растение с голыми стеблями, высотой до 12 см. Листья светло-зелёные, мясистые. Цветки фиолетового цвета; околоцветник зигоморфный. Период цветения — май — июнь. Плод — коробочка.

## Ареал
Вид произрастал только на выходах известняка (меловых склонах) юго-восточнее Тоннера (Франция, департамент Йонна). Разрушение известняков и повлекло вымирание вида к 30-м годам XX века.